# Aeropuerto El Turbio/28 de Noviembre
El Aeropuerto El Turbio/28 de Noviembre (IATA: RYO - OACI: SAWT) es un aeropuerto argentino ubicado a las afueras de la localidad de Veintiocho de Noviembre que da servicio a las localidades que conforman la Cuenca Carbonífera, las cuales son, Veintiocho de Noviembre y Río Turbio, entre otras localidades en la Santa Cruz.

## Historia y características
La obra de este aeropuerto fue iniciada durante la gestión de Néstor Kirchner como Gobernador de Santa Cruz y llevada a cabo por Vialidad Provincial.
Cuenta con una torre de control, la pista principal y de carreteo. El terminal de pasajeros es de 1.200 metros cuadrados de superficie, con dependencias contiguas para bomberos y ambulancia. La pista posee 1.750 metros de longitud y 30 de ancho y puede permitir el aterrizaje de aviones Boeing 737 y los nuevos Embraer de Aerolíneas Argentinas. Posee la categoría 5 de protección contra incendios.
La obra de remodelación tuvo un costo de 71 millones de pesos que fueron aportados por la provincia. En 2014 tuvo un tráfico de más de cuatro mil pasajeros.
El aeropuerto fue habilitado por la Administración Nacional de Aviación Civil (ANAC) en septiembre de 2013 y su categoría de incendio fue considerada de «elemento suficiente». En mayo de 2015 fue incorporado al Sistema Nacional de Aeropuertos.
En 2014 fue incorporados dos días de vuelos desde la cordillera y otros dos desde la costa, hacia la Cuenca Carbonífera, para conectarse vía aérea con Río Gallegos, Buenos Aires y Mar del Plata, según anunció el ministro de Defensa, Agustín Rossi. Con cuatro vuelos de LADE que conectarán 28 de Noviembre y Río Turbio con el conjunto de la Argentina. Entre otros destinos se encuentran Buenos Aires, Mar del Plata, Puerto Madryn, El Calafate, Río Turbio, Ushuaia y Río Gallegos.

## Infraestructura
Posee una pista de 1750 metros de largo y 30 metros de ancho, además de una terminal de 1200 metros cuadrados y categoría 5 de protección contra incendios.

## Aerolíneas y destinos

### Argentina
| Aerolíneas | Destinos |
| ---------- | --- |
| LADE       | Estacional: Bariloche, Buenos Aires-Aeroparque, El Calafate, Comodoro Rivadavia, Puerto Madryn, Río Gallegos, Río Grande, Ushuaia |

### Salidas
- Lunes: 15:55 h. Río Gallegos y Ushuaia
- Martes: 14:50 h. El Calafate, Bariloche, Mar del Plata, Buenos Aires
- Jueves: 17:30 h. Río Gallegos, Ushuaia
- Viernes: 13:35 h. El Calafate, Puerto Madryn